# Canoa/kayak ai Giochi della XIV Olimpiade - K1 1000 metri maschile
La competizione del K1 1000 metri di Canoa/kayak ai Giochi della XIV Olimpiade si è disputata il giorno 12 agosto 1948 al bacino del Royal Regatta, Henley-on-Thames.

## Risultati

### Batterie
I primi quattro in finale.
| Pos. | Atleta           | Nazione        | Tempo  |
| ---- | ---------------- | -------------- | ------ |
| 1    | Gert Fredriksson | Svezia         | 4'51"9 |
| 2    | Harry Åkerfelt   | Finlandia      | 4'52"0 |
| 3    | Walter Piemann   | Austria        | 4'52"2 |
| 4    | Lubomír Vambera  | Cecoslovacchia | 4'52"8 |
| 5    | Juliaan Bogaert  | Belgio         | 5'00"1 |
| 6    | Hans Straub      | Svizzera       | 5'05"5 |
| 7    | Marcel Lentz     | Lussemburgo    | 5'10"8 |

| Pos. | Atleta                     | Nazione       | Tempo  |
| ---- | -------------------------- | ------------- | ------ |
| 1    | Frederik Kobberup Andersen | Danimarca     | 4'40"9 |
| 2    | Hans Martin Gulbrandsen    | Norvegia      | 4'45"4 |
| 3    | Henri Eberhardt            | Francia       | 4'45"5 |
| 4    | Wim van der Kroft          | Paesi Bassi   | 4'46"2 |
| 5    | Czesław Sobieraj           | Polonia       | 4'46"5 |
| 6    | Thomas Horton              | Stati Uniti   | 4'58"0 |
| 7    | János Toldi                | Ungheria      | 4'59"8 |
| 8    | Norman Dobson              | Gran Bretagna | 5'00"1 |

### Finale
| Pos.    | Atleta                     | Nazione        | Tempo  |
| ------- | -------------------------- | -------------- | ------ |
| Oro     | Gert Fredriksson           | Svezia         | 4'33"2 |
| Argento | Frederik Kobberup Andersen | Danimarca      | 4'39"9 |
| Bronzo  | Henri Eberhardt            | Francia        | 4'41"4 |
| 4       | Hans Martin Gulbrandsen    | Norvegia       | 4'41"7 |
| 5       | Wim van der Kroft          | Paesi Bassi    | 4'43"5 |
| 6       | Harry Åkerfelt             | Finlandia      | 4'44"2 |
| 7       | Lubomír Vambera            | Cecoslovacchia | 4'44"3 |
| 8       | Walter Piemann             | Austria        | 4'50"3 |